# Uitgeverij De Gulden Ster
Uitgeversmaatschappij De Gulden Ster was een Amsterdamse uitgeverij, gesticht in 1921, die bekend was in de jaren 1930-1940 door de opmerkelijke boekbanden, uitgevoerd door bekende Nederlandse kunstenaars. De oorspronkelijke manuscripten kwamen voornamelijk uit Noorwegen, Zweden, Denemarken en Rusland. Het uitgeversmerk werd in 1930 door N.J. van de Vecht getekend.
In de jaren 20 gaf De Gulden Ster jeugdboeken uit, onder meer van de hand van Jac. van der Klei, maar ook verschillende werken van Willem de Mérode, zoals diens Kwattrijnen en de door Johan Dijkstra geïllustreerde gedichtencyclus Ganymedes (1923), een monumentaal werk. Ook Lofzangen van de toen experimentele, expressionistische dichter Hendrik de Vries zag er het licht in 1923. Terwijl bij De Gulden Ster in het begin van de jaren dertig antifascistische boeken verschenen als het tweede deel van het Bruinboek, Dimitroff contra Goering, Onthullingen over de werkelijke brandstichters van den Rijksdag en Hitler-Duitschland drijft naar den oorlog werd de uitgeverij in de oorlogsjaren genazificeerd. Er verschenen onder meer dichtbundels van Johan Theunisz. Het zogenaamde K-nummer van de Duitse autoriteiten voor De Gulden Ster was K-453-P. Dit nummer is te vinden op de achterzijde van de banden. Na de oorlog werd de uitgeverij op een laag pitje voortgezet, er verschenen vooral herdrukken. Pas in de jaren tachtig werd de uitgeverij opgeheven.

## Vertalingen
De volgende vertalingen zagen het licht (niet volledig):
- Leonid Andrejev: De roode lach, uit het Russisch vertaald door S. van Praag, band en houtsneden van Johan Dijkstra (1e druk 1930)
- Grigorij Belich (hier G. Bjelich) en L.F. Panteleev (hier L.F. Pantelejew): Schkid, de republiek der vagebonden, uit het Russisch vertaald door S. van Praag (1933)
- Goaitsen Burgy: Smeulend vuur, uit het Fries vertaald door S.J. van der Molen
- Grazia Deledda: In de woestijn, uit het Italiaans vertaald door Annie van Wallinga
- Gösta Carlberg: Draagt elkanders lasten, uit het Zweeds vertaald door S. van Praag
- Hildur Dixelius: De pleegkinderen, uit het Zweeds vertaald door S. van Praag. Bandontwerp en omslag van N.J. van de Vecht (1932)
- Hildur Dixelius: Sara Alelia, uit het Zweeds vertaald door S. van Praag. Bandontwerp van N.J. van de Vecht
- Hildur Dixelius: Toen de zon schuil ging, uit het Zweeds vertaald door S. van Praag
- Fjodor Dostojevski (hier F.M. Dostojewskie): De halfvolwassene, uit het Russisch vertaald door S. van Praag. Band, omslag en houtsneden van Johan Dijkstra (Koninklijke Bibliotheek: 1e druk (1929) bruine band met goudopdruk, ook blauwe band met donkerblauwe opdruk
- Fjodor Dostojevski (hier F.M. Dostojewskie): De zachtmoedige, een phantastisch verhaal, uit het Russisch vertaald door S. van Praag. Band en houtsneden van Johan Dijkstra (1e druk 1929, 2e druk 1930, 3e druk met "fantastisch" 1951)
- Fjodor Dostojevski (hier F.M. Dostojewskie): Herinneringen uit het ondergrondsche, uit het Russisch vertaald door S. van Praag. Band en omslag van Johan Dijkstra. Eerste druk in drie verschillende banden (1930), tweede druk met ondergrondse (1955)
- Arnaldo Fraccaroli: Het paradijs der meisjes, geautoriseerde vertaling uit het Italiaans door Tom Tijhuis (1932)
- Fedor Gladkow: Siberië, uit het Russisch vertaald door Dr. A.E. Boutelje. Band en omslag van Johan Haak (1e druk 1933)
- Fedor Gladkow: Het vurige paard, uit het Russisch vertaald door Dr. A.E. Boutelje. Band en omslag van Johan Haak (1e druk 1933)
- Iwan Goll: Stervend Europa, uit het Russisch vertaald door Evert Straat
- Maxim Gorki: Matwej de zoon van een non, uit het Russisch vertaald door Ljoeba Dworson, boekverzorging van Johan Dijkstra (2 delen in één band, hoewel op voorplat een I wordt vermeld. 1e druk 1929)
- Knut Hamsun: Nieuwe aarde, uit het Noors vertaald door S. van Praag, met band en omslag van Johan Dijkstra
- Knut Hamsun: De ontwrichten, uit het Noors vertaald door S. van Praag, band en omslag van Johan Dijkstra
- Knut Hamsun: De vrouwen bij de pomp, uit het Noors vertaald door S. van Praag, band van Johan Dijkstra
- Bruno Jasienski: Ik verbrand Parijs, Vertaling S. van Praag, bandontwerp van Johan Haak
- Joseph Kallinikow: Monniken en vrouwen, drie delen. Deel 1 De ster van Bethlehem, deel 2 De vondst der reliquieën en deel 3 De vurige Oven, uit het Russisch vertaald door S. van Praag, band en omslag van Johan Dijkstra (1e druk 1930-1931)
- Søren Kierkegaard: Angst, uit het Deens vertaald door S. van Praag (1931)
- Søren Kierkegaard: Vrees en beven, uit het Deens vertaald door S. van Praag (1932)
- Hans E. Kinck: Herman Ek, uit het Noors vertaald door S. van Praag
- Selma Lagerlöf: Het meisje van de veenhoeve, uit het Zweeds vertaald door S. van Praag, band van Johan Dijkstra (1e druk 1937, ten minste vier drukken bekend)
- Leonid Leonow: De dassen, uit het Russisch vertaald door Ljoeba Dworson en Lida Polak. Omslag en band van Johan Haak (1933)
- N.S. Ljeskow: De onsterfelijke, uit het Russisch vertaald door S. van Praag, band en omslag van Johan Dijkstra (1931)
- N.S. Ljeskow: De priesters, uit het Russisch vertaald door S. van Praag, band en omslag van Johan Dijkstra (1931)
- Iwan Nadjiwin: Raspoetin de heilige duivel, twee delen. Uit het Russisch vertaald door S. van Praag; omslag en band van Johan Haak (1932?)
- Irène Némirovsky: Het bal, uit het Frans vertaald door J.W.F. Werumeus Buning (1934)
- Alfredo Panzini: Xantippe. Kleine roman tusschen het antieke en het moderne. Uit het Italiaans vertaald door A. van Wallinga. Bandontwerp van Johan Dijkstra (1931)
- Henrik Pontoppidan: Peter de gelukkige, uit het Deens vertaald door S. van Praag
- Sigrid Undset: De mooiste leeftijd, uit het Noors vertaald door H.M.H. Ledeboer, band en omslag van Johan Dijkstra
- Sigrid Undset: De splinter van den tooverspiegel, twee delen Harriet Waage en Uni Hjelde, beide uit het Noors vertaald door M.H. Ledeboer. Bandontwerp van N.J. van de Vecht
- Sigrid Undset: Edele Hammer's groote liefde, uit het Noors vertaald door M.J. Molanus-Stamperius
- Sigrid Undset: Marta Oulie, uit het Noors vertaald door W. den Hartog
- Sigrid Undset: Vigdis Gunnarsdochter, uit het Noors vertaald door Henr. M.H. Ledeboer, bandontwerp van N.J. van de Vecht
- Sigrid Undset: De wijze maagden, uit het Noors vertaald door M.J. Molanus-Stamperius, bandontwerp van N.J. van de Vecht
- Alexeï Tchapigin: Stjepan Razin, de kozakkenrebel, uit het Russisch vertaald door S. van Praag (1938)
- Alexej Tolstoj (hier Alexej Tolstoy): Iwan de Verschrikkelijke, uit het Russisch vertaald door S. van Praag, band en omslag van Johan Dijkstra (1e druk 1932, 2e druk 1948, 3e druk 1955?)